# میگر (اورگن)
میگر (به انگلیسی: Mayger) یک منطقهٔ مسکونی در ایالات متحده آمریکا است که در شهرستان کلمبیا، اورگن واقع شده‌است. میگر ۴۲٫۹۸ متر بالاتر از سطح دریا واقع شده‌است.